# Punta Sam
Punta Sam är en udde i Mexiko.   Den ligger i kommunen Isla Mujeres och delstaten Quintana Roo, i den östra delen av landet, 1 300 km öster om huvudstaden Mexico City.
Terrängen inåt land är mycket platt. Havet är nära Punta Sam österut.  Närmaste större samhälle är Cancún, 6,5 km sydväst om Punta Sam. 